# Lago Haic
Il lago Haic (in amarico ሐይቅ, Ḥäyəḳə, letteralmente Lago) è un lago situato nella Regione degli Amara, in Etiopia.

Dà il nome alla vicina città di Haic.

## Descrizione
Il lago Haic si trova a 1.909 m s.l.m. e si estende per una superficie di 23 km², ovvero per 6,7 km da nord a sud e 5,4 km da est a ovest. Sulla sponda occidentale è presente l'isola di Santo Stefano, su cui si trova l'omonimo monastero cristiano ortodosso risalente al IX secolo.
Il clima è umido e subtropicale, con temperatura media è di 20 °C. Il mese più caldo è maggio, con 24  °C , e il più freddo è luglio, con 16 °C. La piovosità media è di 1.437 millimetri all'anno con il mese più piovoso è luglio, con 446 millimetri di pioggia, e il più secco è dicembre, con 3 millimetri.